# Sa'id bin Ahmad
Sa'id bin Ahmad (in arabo سعيد بن أحمد بن سعيد‎?; XVIII secolo – Rustaq, 1811) è stato sultano di Mascate dal 1783 al 1786.

## Regno
Sa'id bin Ahmed era il secondo figlio dell'imam e sultano Ahmed bin Sa'id e di sua moglie Sayyida Ghani bint Khalfan Al-Busaidiyah.
Venne educato privatamente.
Assunse il controllo sugli affari amministrativi da suo padre nel gennaio del 1775.
Fu eletto imam e sultano alla morte del genitore nel 1783. La successione fu incontrastata e Sa'id poté prendere possesso della capitale, Rustaq.
I suoi fratelli Saif e Sultan invitarono lo sceicco Sakar del gruppo tribale Shemal ad aiutarlo a ottenere il trono. Lo sceicco Sakar prese le città di Al Hamra, Shargah, Rams e Khor Fakan. Disse che reagì, ma non fu in grado di riconquistare queste città.
Tuttavia, Saif e Sultan ritennero che fosse troppo pericoloso per loro rimanere in Oman. Saif salpò per l'Africa orientale con l'intenzione di stabilirsi lì come sovrano. Morì poco dopo. Sultan fuggì invece a Gwadar, sulla costa di Makran, in Belucistan.

## Deposizione
L'imam Sa'id era sempre più impopolare. Verso la fine del 1785 un gruppo di notabili elesse imam suo fratello, Qais. Questa rivolta presto si dissolse.
Successivamente uno dei figli di Sa'id fu tenuto prigioniero al forte Al Jalali per un certo periodo dal governatore di Mascate. Un altro figlio, Hamad, venne a negoziare con il governatore. Questi e i suoi seguaci nel 1786 riuscirono a ottenere il controllo dei forti al-Jalali e al-Mirani e quindi di Mascate.
A una a una le altre fortezze dell'Oman si sottomisero ad Hamad, fino a quando Sa'id non ebbe più alcun potere temporale.
Sa'id rinunciò al controllo personale sugli affari amministrativi quotidiani in favore del suo terzo figlio, Hamad, il governatore di Mascate, che nel 1789 assunse la reggenza e il titolo di sceicco. Nel 1792, alla morte del figlio, riprese nuovamente il controllo diretto ma presto si ritirò a una vita di indolenza e permise ai suoi figli superstiti e ad altri funzionari la quasi totale libertà di governare come ritenevano opportuno. Rimase nella capitale tradizionale, Rustaq, e continuò a detenere il titolo di imam fino alla sua morte. Questo era un titolo religioso puramente simbolico che non portava alcun potere. Fu l'ultimo discendente in linea maschile degli Al Bu Said a ricoprire l'incarico.
Morì al forte Al-Batinah di Rustaq nel 1811.